# زهرة الحواشي ملساء الثمرة
زهرة الحواشي ملساء الثمرة (باللاتينية: Veronica leiocarpa) نوع نباتي يتبع جنس زهرة الحواشي من الفصيلة الحملية. كانت تصنف سابقًا ضمن الفصيلة الغدبية.

## الموئل والانتشار
موطنها المشرق العربي وتركيا.